# Christian Slater
Christian Michael Leonard Slater (New York, 18. kolovoza 1969.), američki je glumac.

## Životopis
Slater je sin glumca Michaela Hawkinsa i holivudske producentice i agentice Mary Jo Slater, a glumiti je počeo već kao dijete na televiziji 1977. godine. Kao tinejdžer privukao je pažnju publike ulogom u filmu Legenda o Billie Jean 1985. godine, a samo godinu kasnije glumio je mladog redovnika uz Seana Conneryja u megahitu Ime ruže snimljenom po istoimenom romanu Umberta Eca. Osim glume, Slater je također pažnju publike privukao i svojim ponašanjem, zbog kojeg je 1997. osuđen na tri mjeseca zatvora. Do 2016. glumio je u preko 70 filmova.

## Nepotpuna filmografija
- Legenda o Billie Jean (1985.)
- Ime ruže (1986.)
- Robin Hood: princ lopova (1991.)
- True romance (1993.)
- Pakleni šund 1994.
- Intervju s vampirom (1994.)
- Ubojice (1995.)
- Slomljena strijela (1996.)

### TV serije
- Breaking In 2011. – 2012.
- Mr. Robot 2015. -